# Violeta Tomićová
Violeta Tomićová (psáno také jako Tomičová; nepřechýleně Tomić; * 22. ledna 1963, Sarajevo, SR Bosna a Hercegovina, Jugoslávie) je slovinská televizní herečka a politička, členka strany Levice. V parlamentních volbách EU 2019 vedla kandidátku bloku Evropské sjednocené levice a Severské zelené levice.

## Život
Violeta Tomićová v roce 1985 završila studium Akademie pro divadlo, rozhlas, film a televizi na Lublaňské univerzitě a následně se stala divadelní herečkou a zapojovala se také hojně do televize a filmu. K politice se dostala v roce 2014, kdy získala ve volbách mandát poslankyně v Národním shromáždění za stranu Sjednocená levice.